# Parlamentswahl in Griechenland 1990
- SYN: 19
- PASOK: 123
- ND: 150
- Sonst.: 8

Die Parlamentswahl in Griechenland 1990 fand am 8. April 1990 statt.
Sie fand als vorgezogene Neuwahl nur fünf Monate nach der Wahl im November 1989 statt, die ebenso wie die Wahl im Juni 1989 keine regierungsfähige Mehrheit erbracht hatte.

## Wahlsystem
Es wurden 300 Sitze im Griechischen Parlament für eine Legislaturperiode von vier Jahren bestimmt. Für die zugelassenen Parteien galt keine  Sperrklausel. Gewählt wurde nach dem Verhältniswahlrecht. Für alle griechischen Bürger über 18 Jahre herrschte Wahlpflicht.

## Parteien
Zur Wahl traten 41 verschiedene Parteien an.
Die drei stärksten Parteien, die bisher im Parlament vertreten waren:
| Partei | Partei         | Partei | Ausrichtung                | Spitzenkandidat         | Spitzenkandidat         |
| Logo   | Logo           | Name | Ausrichtung                | Spitzenkandidat         | Spitzenkandidat         |
| ------ | -------------- | --- | -------------------------- | ----------------------- | ----------------------- |
|        | Logo der ND    | Nea Dimokratia (ND) Νέα Δημοκρατία (ΝΔ) Neue Demokratie / Neue Republik                                              | konservativ                | Konstantinos Mitsotakis | Konstantinos Mitsotakis |
|        | Logo der PASOK | Panellinio Sosialistiko Kinima (PASOK) Πανελλήνιο Σοσιαλιστικό Κίνημα (ΠΑΣΟΚ) Panhellenische Sozialistische Bewegung | sozialdemokratisch         | Andreas Papandreou      | Andreas Papandreou      |
|        | Logo der SYN   | Synaspismos (SYN) Συνασπισμός (ΣΥΝ) Koalition                                                                        | demokratisch-sozialistisch | Charilaos Florakis      | Charilaos Florakis      |

## Wahlergebnis
Wahlsieger wurde die Nea Dimokratia (ND), sie erhielt die Hälfte der 300 zu vergebenden Sitze und sicherte sich die Unterstützung des einzigen Abgeordneten der Demokratischen Erneuerung, Theodoros Katsikis. Kurz nachdem das Parlament der neuen Regierung unter Konstantinos Mitsotakis das Vertrauen ausgesprochen hatte, wurde der ND wegen eines Fehlers bei der Berechnung der Mandate vom obersten Gerichtshof ein weiterer Sitz zugesprochen.  Wahlverlierer mit deutlichen Verlusten wurde die Panellinio Sosialistiko Kinima (PASOK). Zum zweiten Mal hintereinander konnte die ökologisch-alternative Partei Ikologi Enallaktiki (Οικολόγοι Εναλλακτικοί ‚Ökologen/Alternative‘) einen Parlamentssitz erringen.
| Partei                                                                                                  | Stimmen   | Stimmen | Stimmen | Mandate | Mandate |
| Partei                                                                                                  | Anzahl    | %       | +/−     | Anzahl  | +/−     |
| --- | --------- | ------- | ------- | ------- | ------- |
| Nea Dimokratia (ND)                                                                                     | 3.088.137 | 46,89   | +0,6    | 150     | +2      |
| Panellinio Sosialistiko Kinima (PASOK)                                                                  | 2.543.042 | 38,61   | −2,01   | 123     | −5      |
| Synaspismos (SYN)                                                                                       | 677.059   | 10,28   | −0,69   | 19      | −2      |
| Ökologen/Alternative                                                                                    | 50,868    | 0.8     |         | 1       | 0       |
| Demokratische Erneuerung                                                                                | 44,077    | 0.7     |         | 1       | Neu     |
| Empistosyni (Partei der Muslime in den Rhodopen)                                                        | 29,547    | 0.4     |         | 1       | 0       |
| Unabhängige Union in der Präfektur Samos                                                                | 17,098    | 0.3     |         | 0       | Neu     |
| Pepromeno (Partei der Muslime in Xanthi)                                                                | 16,434    | 0.2     |         | 1       | 0       |
| Neuer linker Strom (NAR)                                                                                | 14,365    | 0.2     |         | 0       | Neu     |
| Kefalonia und Ithaki Demokratische Kooperation für Sozialen Fortschritt und wirtschaftliche Entwicklung | 13,700    | 0.2     |         | 0       | Neu     |
| Zakynthos Initiative für den Fortschritt                                                                | 12,961    | 0.2     |         | 0       | Neu     |
| Demokratische Initiative für Fortschritt und Entwicklung in Evritania                                   | 12,707    | 0.2     |         | 0       | Neu     |
| Unabhängige Vereinigung in der Präfektur Lefkas                                                         | 10,395    | 0.2     |         | 0       | Neu     |
| Erneuerte Kommunistische Ökologische Linke (AKOA)                                                       | 8,827     | 0.1     |         | 0       | Neu     |
| Kollatos-Unabhängige Politische Bewegung -Ökologisch-Hellenisch                                         | 7,694     | 0.1     |         | 0       | 0       |
| Nationale Partei                                                                                        | 6,641     | 0.1     |         | 0       | Neu     |
| Ökologen Griechenlands                                                                                  | 5,787     | 0.1     |         | 0       | 0       |
| Partei der griechischen Jäger                                                                           | 5,060     | 0.1     |         | 0       | Neu     |
| Volksunion überparteilicher Sozialer Gruppen (LEFKO)                                                    | 3,758     | 0.1     |         | 0       | 0       |
| Okologen-Friedensunterstützer-Grüne                                                                     | 3,360     | 0.1     |         | 0       | Neu     |
| Griechische ökologische Union                                                                           | 3,158     | 0.0     |         | 0       | Neu     |
| Marxistisch-Leninistische Kommunistische Partei Griechenlands (KKE (M-L))                               | 2,590     | 0.0     |         | 0       | 0       |
| Nationalistische Koalition                                                                              | 2,079     | 0.0     |         | 0       | Neu     |
| Marxistisch-Leninistische Kommunistische Partei Griechenlands (M-L KKE)                                 | 1,355     | 0.0     |         | 0       | 0       |
| Revolutionäre Kommunistische Bewegung Griechenlands (EKKE)                                              | 1,350     | 0.0     |         | 0       | 0       |
| Selbstbestimmte Bewegung der Arbeiterpolitik                                                            | 1,174     | 0.0     |         | 0       | 0       |
| Menschenrechtspartei                                                                                    | 764       | 0.0     |         | 0       | Neu     |
| Olympische Partei                                                                                       | 691       | 0.0     |         | 0       | 0       |
| Hellenische Einheit                                                                                     | 210       | 0.0     |         | 0       | Neu     |
| Hellenische Europäische Partei                                                                          | 74        | 0.0     |         | 0       | 0       |
| Humanismus und Friedens-Partei                                                                          | 71        | 0.0     |         | 0       | 0       |
| Unabhängige Arbeiterkämpfer                                                                             | 51        | 0.0     |         | 0       | Neu     |
| Grüne-Ökologische Partei Griechenlands – Hellenische Alternative Grüne Bewegung                         | 42        | 0.0     |         | 0       | 0       |
| Zentrum Demokratische Partei Griechenlands                                                              | 37        | 0.0     |         | 0       | Neu     |
| Königskämpfer                                                                                           | 27        | 0.0     |         | 0       | Neu     |
| Regionale Bürgerliche Entwicklung                                                                       | 12        | 0.0     |         | 0       | 0       |
| Unabhängige DemoKratische Wiedergeburt                                                                  | 8         | 0.0     |         | 0       | Neu     |
| Flagge der Hellenischen Demokratischen Allianz                                                          | 7         | 0.0     |         | 0       | Neu     |
| Unabhängige Sozialdemocratische Wiedergeburt                                                            | 5         | 0.0     |         | 0       | 0       |
| Hellenische Volkspartei                                                                                 | 4         | 0.0     |         | 0       | Neu     |
| Selbst-Respekt                                                                                          | 2         | 0.0     |         | 0       | 0       |
| Unabhängige                                                                                             | 812       | 0.0     |         | 4       | +4      |
| Ungültig                                                                                                | 112,551   |         |         |         |         |
| Gesamt                                                                                                  | 6,698,591 | 100     |         | 300     | 0       |
| Wahlberechtigung/Wahlbeteiligung                                                                        | 8,453,695 | 79.2    |         |         |         |
| Gesamt                                                                                                  | 6.586.040 | 100,00  |         |         |         |
| Quelle:                                                                                                 |           |         |         |         |         |